# Adrian Ropotan
Adrian Ropotan (ur. 8 maja 1986 w Gałaczu) – piłkarz rumuński grający na pozycji defensywnego pomocnika w rumuńskim klubie Concordia Chiajna.

## Kariera klubowa
Karierę piłkarską Ropotan rozpoczął w Dinamie Bukareszt. W latach 2004–2005 występował w rezerwach tego klubu, a w 2006 stał się zawodnikiem pierwszego zespołu. 18 marca 2006 zadebiutował w pierwszej lidze rumuńskiej w wygranym 2:0 wyjazdowym spotkaniu z Pandurii Târgu-Jiu. W swoim pierwszym sezonie zajął z Dinamem 3. miejsce w lidze. W sezonie 2006/2007 wywalczył miejsce w podstawowym składzie Dinama, z którym został po raz pierwszy w karierze mistrzem kraju. W Dinamie grał do końca 2008 i łącznie w tym klubie rozegrał 71 ligowych meczów. W barwach Dinama występował też w europejskich pucharach – Pucharze UEFA i kwalifikacjach do Liga Mistrzów.
Na początku 2009 Ropotan został sprzedany za 3 miliony euro do rosyjskiego Dynama Moskwa. W pierwszej lidze rosyjskiej zadebiutował 14 marca w wygranych 1:0 derbach Moskwy z FK Moskwa. W 2012 został wypożyczony do Tomu Tomsk. W 2013 przeszedł do klubu Wołga Niżny Nowogród. W 2014 został zawodnikiem FK Qəbələ.
| Sezon   | Klub                 | Kraj    | Rozgrywki        | Mecze | Bramki |
| ------- | -------------------- | ------- | ---------------- | ----- | ------ |
| 2005/06 | FC Dinamo Bukareszt  | Rumunia | Liga I           | 5     | 0      |
| 2006/07 | FC Dinamo Bukareszt  | Rumunia | Liga I           | 21    | 0      |
| 2007/08 | FC Dinamo Bukareszt  | Rumunia | Liga I           | 30    | 0      |
| 2008/09 | FC Dinamo Bukareszt  | Rumunia | Liga I           | 15    | 0      |
| 2009    | Dinamo Moskwa        | Rosja   | Priemjer-Liga    | 18    | 2      |
| 2010    | Dinamo Moskwa        | Rosja   | Priemjer-Liga    | 20    | 0      |
| 2011/12 | Dinamo Moskwa        | Rosja   | Priemjer-Liga    | 10    | 0      |
| 2011/12 | Tom Tomsk            | Rosja   | Priemjer-Liga    | 18    | 2      |
| 2012/13 | Dinamo Moskwa        | Rosja   | Priemjer-Liga    | 6     | 0      |
| 2012/13 | Wołga Niżny Nowogród | Rosja   | Pierwyj diwizion | 6     | 0      |
| 2013/14 | Wołga Niżny Nowogród | Rosja   | Priemjer-Liga    | 15    | 0      |

## Kariera reprezentacyjna
W reprezentacji Rumunii Ropotan zadebiutował 19 listopada 2008 w wygranym 2:1 meczu z Gruzją. W swojej karierze 16 razy wystąpił w reprezentacji Rumunii U-21.